# Stará budova Městského divadla (Most)
Stará budova Městského divadla v Mostě byla secesní divadelní stavba v Mostě vybudová v letech 1910 až 1911 jako první původní divadelní budova ve městě. Roku 1982 byla odstřelena, stejně jako velká většina původní části města, kvůli rozšiřování hnědouhelného lomu ČSA a nahrazena novou budovou.

## Historie
Nejstarší záznamy o divadelním dění ve městě sahají až do 17. století v podobě dokladu o platbě divadelně-kejklířské skupině z roku 1681. Nejpozději od druhé poloviny 19. století pak v rámci rozvoje tradice německojazyčného i českojazyčného divadla vznikala na Mostecku řada ochotnických spolků, které se pak, vedle častých úředních obstrukcí, potýkaly také s absencí vhodného prostoru k divadelním produkcím.
Začátkem 20. století pak vzešel ze strany českoněmeckých občanů města požadavek na výstavbu nové divadelní budovy, která by poprávku po kulturních představeních uspokojila. Budova podle secesně laděného návrhu vídeňského architekta Alexandera Grafa s kapacitou okolo 500 diváků vznikla v letech 1910 až 1911. K jejímu slavnostímu otevření došlo 30. září 1911.
První představení zde sehrály německé ochotnické soubory. Útlum divadelního života ve městě přinesla první světová válka. Po vzniku Československa v říjnu 1918 se 4. dubna 1919 uskutečnilo na prknech divadla vůbec první, rovněž ochotnické, představení sehrané v češtině. Vinou hospodářské krize v letech 1929 až 1933 se divadlo potýkalo s nedostatkem prostředků a zvažovalo se jeho uzavření. Ve 30. letech 20. století je již většina představení hrána česky.
Činnost divadla byla v Mostě během jeho zabrání Nacistickým Německem po Mnichovské dohodě a následných šest let druhé světové války značně omezena. Naopak po skončení války byl již od června roku 1945 v mosteckém divadle angažován profesionální soubor činohry a zpěvohry. Po nastolení komunisitického režimu v ČSR v únoru 1948 bylo divadlo přejmenováno na Divadlo pracujících a jeho dramaturgie podřízena režimním požadavkům.

### Zánik
V 70. letech 20. století bylo rozhodnuto o demolici valné většiny městské zástavby Mostu, aby mohly být vytěženy zásoby hnědého uhlí pod jeho povrchem. Provoz v ní byl ukončen roku 1979, samotná divadelní budova pak byla odstřelena v říjnu 1982, jako jedna z posledních staveb starého Mostu. Soubor potom v letech 1979 až 1985 působil v prostorách kulturního domu Máj, následně potom začal využívat novou budovu Divadla pracujících, vystavěnou na Prvním náměstí nového Mostu. Ta byla slavnostně otevřena 7. listopadu 1985.